# Crocidura greenwoodi
Crocidura greenwoodi är en däggdjursart som beskrevs av Heim de Balsac 1966. Crocidura greenwoodi ingår i släktet Crocidura och familjen näbbmöss. IUCN kategoriserar arten globalt som livskraftig. Inga underarter finns listade i Catalogue of Life.
Denna näbbmus förekommer endemisk i södra Somalia. Den lever där i galleriskogar, i savanner och i odlade regioner.